# Jettingen (Francja)
Jettingen – miejscowość i gmina we Francji, w regionie Grand Est, w departamencie Górny Ren.
Według danych na rok 1990 gminę zamieszkiwało 470 osób, 75 os./km².